# B.A.T. F.K.25 Basilisk
Le B.A.T. F.K.25 Basilisk est un avion de chasse britannique de la Première Guerre mondiale. Construit trop tard pour participer à la guerre, il resta au stade prototype et fut le dernier chasseur conçu par Frederick Koolhoven en Grande-Bretagne. 
En 1918 le ministère de l’Air britannique émit le programme RAF Type 1, portant sur un chasseur équipé du nouveau moteur en étoile ABC Dragonfly, un 9 cylindres en étoile de 320 ch. Le futur appareil devait succéder au Sopwith Snipe en première ligne. La proposition de Frederick Koolhoven reprenait la formule des F.K.22 et F.K.23, soit une structure en bois avec un fuselage monocoque en bois. Le fuselage était sensiblement élargi en raison de la taille du moteur, et un important carénage recouvrait les deux mitrailleuses de capot, assurant une protection supplémentaire au pilote. Trois prototypes (F2906/2908) furent commandés début 1918. 
Le premier prototype prit l’air en septembre 1918. Il fut détruit le 3 mai 1919 au cours d’une tentative de record du monde d’altitude : Le moteur prit feu en vol et le pilote d’essais du constructeur, Peter Legh, fut tué dans l’accident. Le second prototype, qui rejoignit Martlesham Heath en octobre 1919, se distinguait par un nouveau dessin du carénage situé au-dessus du capot et des ailerons à compensation dynamique modifiés. Bien qu’inférieures à celles annoncées par British Aerial Transport Co. Ltd., les performances de cet avion étaient bonnes, mais le moteur était extrêmement capricieux et son développement fut abandonné début 1919. Le départ de Frederick Koolhoven pour les Pays-Bas fin 1919 entraîna l’abandon de l’appareil, dont le troisième prototype était tout juste achevé.

## Sources
1. 1 2 3  F.K.Mason
2. ↑  J.M. Bruce
3. ↑  William Green et Gordon Swanborough 1997.
4. ↑  « Flight No 541 p.616 »

### Développement lié
- B.A.T. Bantam

### Aéronefs comparables
- Armstrong Whitworth Ara
- Nieuport Nighthawk (en)
- Siddeley Siskin
- Sopwith Snapper (en)
- Sopwith Snark (en)